# Mathieu d'Amours de Chauffours
Mathieu d’Amours de Chauffours (ou Damours de Chauffours), (né en 1618, décédé le 9 octobre 1695), était seigneur de Matane, armateur, major de Québec, membre du Conseil souverain de la Nouvelle-France.

## Biographie
Mathieu Damours (ou d'Amours) naquit en 1618. Il est le fils de Louis Damours, conseiller au châtelet de Paris, et d'Élisabeth Tessier. Ses ancêtres, nobles, étaient originaires d'Anjou, où ils possédaient plusieurs seigneuries ; celle de Chauffours, près d'Angers, a été achetée par Jean Damours, conseiller au Parlement de Bretagne, en 1587.
Il arriva à Québec le 13 octobre 1651, avec sa sœur Élisabeth et son beau-frère Louis-Théandre Chartier de Lotbinière. Le 16 mars 1652, Mathieu d'Amours épousa Marie Marsolet, fille de Nicolas Marsolet, le célèbre interprète des Français auprès des Algonquins. Il fut choisi comme Major de la ville de Québec par le Conseil souverain peu de temps après son arrivée.
Mathieu d'Amours assista à la première réunion du Conseil souverain le 18 septembre 1663 ; il en fut membre jusqu'à sa mort. Il fut nommé conseiller en décembre 1666, par Alexandre de Prouville de Tracy. 
Le 8 novembre 1672, Damours fit l’acquisition de la seigneurie de Matane, où il exploita les ressources en poisson de la rivière Matane. Il possédait aussi une concession prospère à la rivière Saint-Jean et une concession qu'il reçut de l’intendant Duchesneau le 26 juin 1677, sur la rivière Métis, avec le droit de pêche sur le fleuve Saint-Laurent.
Il était lieutenant d'une compagnie d'infanterie, jusqu'en 1687 où il fut remplacé par Jacques-Charles de Sabrevois. 
Le 9 octobre 1695, Mathieu d'Amours mourut à Québec laissant sa femme et ses 15 enfants. Plusieurs de ses enfants s’établirent en Acadie, dont son fils Mathieu d'Amours de Freneuse.